# ギー・ド・ショーリアック

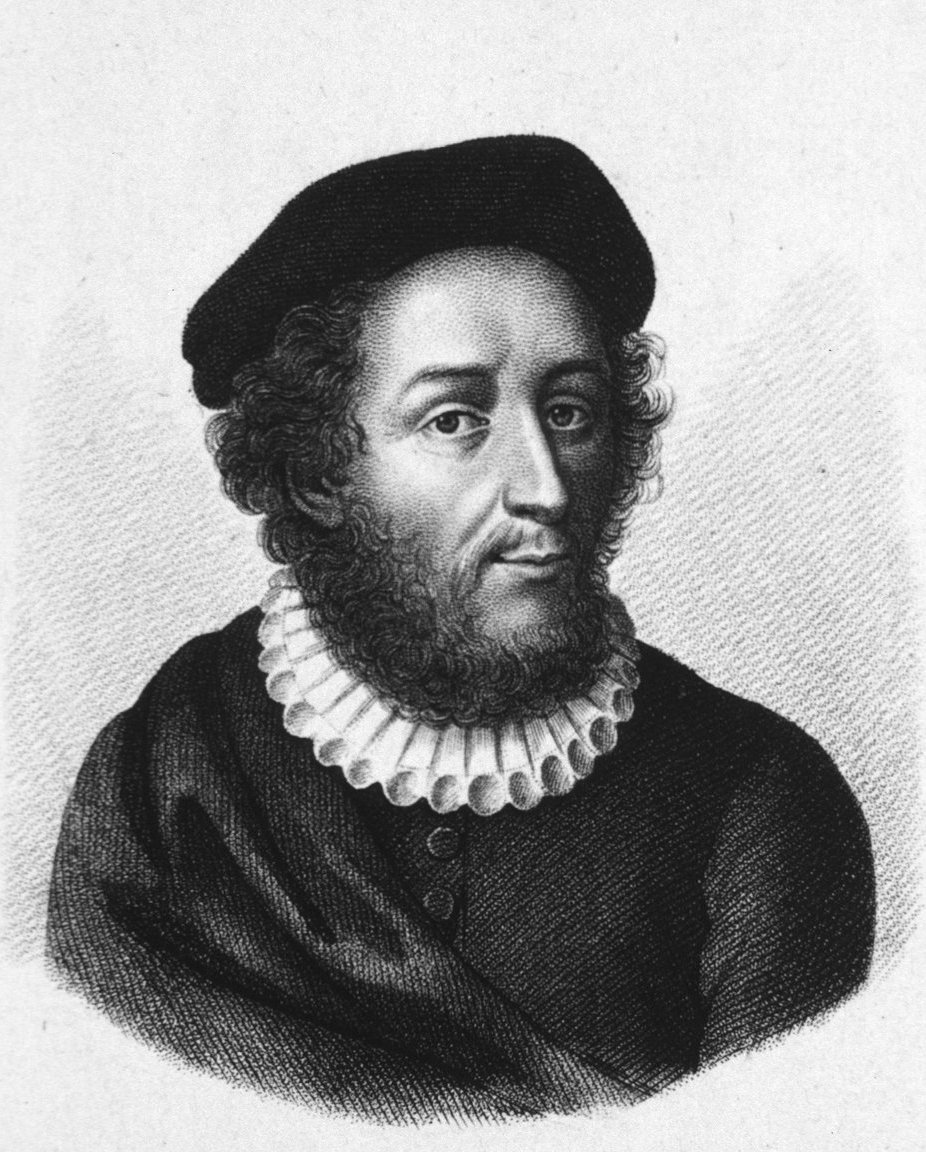
Guy de Chauliac

ギー・ド・ショーリアック（Guy de Chauliac または Guigonis de Caulhaco、1298年 – 1368年7月25日）はフランスの外科医である。1363年、7巻からなる『大外科書』（Chirurgia Magna）を著した。これは各国語に翻訳され、中世、ヨーロッパの医師に広く読まれた。

## 生涯

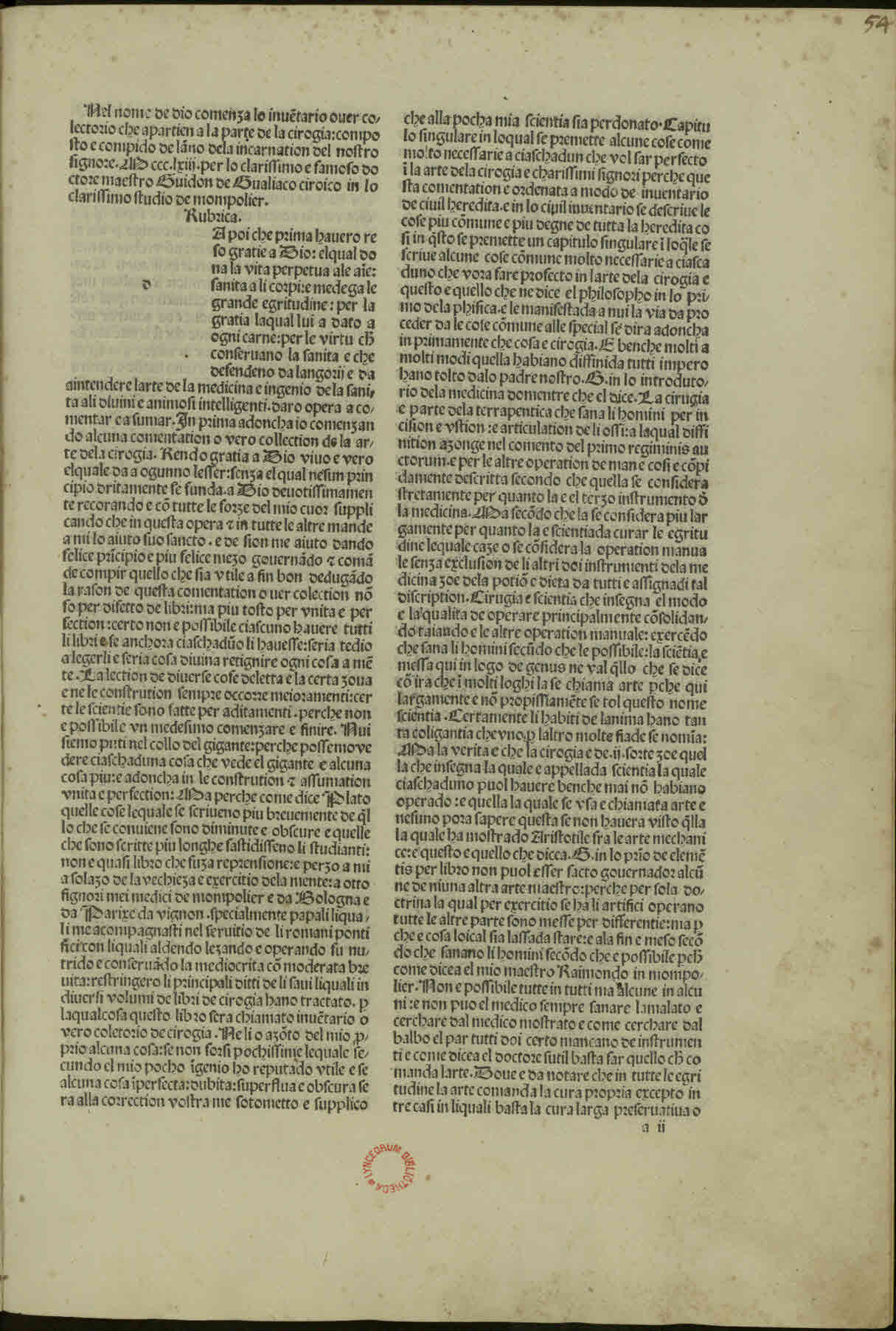
Chirurgia, 1493

ロゼール県の Chaulhacに生まれた。トゥルーズで学んだ後、14世紀の医学の研究の中心であったモンペリエで医学を学んだ。1315年から1320年の間、パリで暮らした後、1325年頃、医学と外科学の資格を得た。ボローニャのNicola Bertuccioのもとで解剖学を学び、外科の技術を学んだ。その後、マンドやリヨンで外科医を務めたとする説もある。
医術の評判が高まり、この時代、ローマ教皇領所在地となっていたフランスのアヴィニョンでクレメンス6世、インノケンティウス5世、ウルバヌス5世の3代にわたって教皇の侍医を務めた。1363年に「大外科書」を執筆した。
1348年、アヴィニョンで黒死病（ペスト）が流行した時、医師も街を逃れたが、ショーリャックは町に留まり、ペスト患者を治療し、その症状を記録した。腺ペストと肺ペストの2つの症状を区別し、予防措置として、彼は部屋を連続して火で暖め、訪問者に会わないことをクレメンス教皇に助言した。ペストの感染源を特定することはできなかったが、伝染性であると認識した。治療法として、空気の浄化と、瀉血と、健康的な食事を推奨した。疫病と死者の発生をユダヤ人が井戸に毒を投じたという風説と戦った 。
『大外科書』（Chirurgia Magna）は1363年に完成した。7巻の書物は解剖学、瀉血、焼灼などの中世の技術について記述している。絆創膏の使用について記述し、治癒過程で膿が生じると認識していた。挿管、気管切開、縫合などの外科的手法も記述された。ローマ教皇の侍医という立場を利用し、ギリシャ原典からNiccolò da Reggioが翻訳したばかりのガレノスの著書などを読むことができ、先人や同時代人の医書からの引用が行われた。『大外科書』は人気になり英語、フランス語、オランダ語、イタリア語、プロヴァンス語に翻訳された。ショーリアックはモンペリエの外科学の学校としての地位を高めた。
ガレノスの影響もあって、ショーリャックは解剖の重要性を認識し、「解剖学を知らない外科医は、盲人が材木を彫刻するようなものである」と書いた。ガレノスの著書の影響で、ショーリャックの解剖学的記述は必ずしも正しくはなかった。
占星術の著書、Practica astrolabii (De astronomia)や,ヘルニアの種類を記述した、De ruptura、白内障の治療に関する De subtilianti diaetaなどの著書もある。